# Hagener Au und Passader See
Hagener Au und Passader See este o arie protejată (arie specială de conservare — SAC, sit de importanță comunitară — SCI) din Germania întinsă pe o suprafață de 525 ha, integral pe uscat.

## Localizare
Centrul sitului Hagener Au und Passader See este situat la coordonatele 54°21′33″N 10°19′01″E / 54.3592°N 10.3169°E.

## Înființare
Situl Hagener Au und Passader See a fost declarat sit de importanță comunitară în septembrie 2004 pentru a proteja 2 specii de animale. Situl a fost protejat și ca arie specială de conservare în ianuarie 2010.

## Biodiversitate
Situată în ecoregiunea continentală, aria protejată conține 2 habitate naturale: Lacuri eutrofice naturale cu vegetație de tip Magnopotamion sau Hydrocharition, Păduri de fag Asperulo-Fagetum.
La baza desemnării sitului se află mai multe specii protejate:
- mamifere (1): vidră de râu (Lutra lutra)
- pești (1): Cobitis taenia Complex

Pe lângă speciile protejate, pe teritoriul sitului au mai fost identificate 3 specii de mamifere.